# Aníbal Velásquez Hurtado
Aníbal Velásquez Hurtado (Barranquilla, 3 de junio de 1936), es un cantante, compositor y músico colombiano, reconocido por su destreza en la ejecución del acordeón y conocido por sus apodos «el mago del acordeón», «el rey de la Guaracha», «el bárbaro del acordeón» y «sensación Velásquez».

## Biografía
Nació en Barranquilla en el barrio San Pachito y posteriormente su familia se mudó al barrio Rebolo. 
Sus padres fueron José Antonio Velásquez y Belén Hurtado.
Es hermano del compositor José 'Cheíto' Velásquez, autor de Alicia la Flaca, Sal y Agua, y otros grandes éxitos.
Es padre de Nelson Velásquez, exintegrante de la agrupación Los Inquietos.
Hizo parte de la agrupación Los Vallenatos del Magdalena con Carlos y Roberto Román.
Posteriormente fundó su propia agrupación con sus hermanos Juan y José.
Con su hermano José, inventaron la guaracha con acordeón al inicio de los años 1960.
Residió en Venezuela durante 18 años. El ritmo que impuso fue la guaracha.

## Memorias
En 2018, Telecaribe (Colombia) lanzó una miniserie como homenaje en vida a su gran trayectoria, llamada Aníbal 'Sensación' Velásquez.
En 2023, en el marco del Festival Francisco el Hombre de realizó un homenaje en el Teatro Colón en Bogotá, llamado Homenaje Vida y Obra, donde bailaron, cantaron y tocaron los éxitos del maestro, catalogándolo como uno de los referentes culturales vivos más importante del Caribe colombiano.El evento incluyó a los reyes vallenatos Beto Jamaica, Julián Mójica Galvis, y cantantes vallenatos como Poncho Quevedo, Orlando Acosta, el Checo Acosta, Andrés Cabas, Indira de la Cruz, El Puma del Vallenato, Pillao Rodríguez y Adry La Fantástica.

## Éxitos
Algunos de sus éxitos han sido: Guaracha en España, Caracoles de Colores, Mambo Loco, El Turco Perro, La Brujita, El Ají Picante, Un Poquito de Cariño, Sal y Agua, Carruseles, Guaracha en España entre otros.